# Chowańców Potok
Chowańców Potok (Chowańcówka) – potok, lewy dopływ Porońca o długości 5,61 km, powierzchni zlewni 5,56 km² i średnim spadku 4,43%. 
Potok płynie  w Rowie Podtatrzańskim. Wypływa na wysokości 1025 m w leju źródliskowym po wschodniej stronie osiedla Brzeziny w Zakopanem. Są to jednak tylko niewielkie wysięki z gliniasto-żwirowego podłoża. Właściwe źródła o wydajności około 0,5 l/s znajdują się na wysokości 1010 m i 1005 m. Początkowo potok płynie korytem o głębokości ok. 0,5 m, płytką, nieckowatą, podmokłą i bezleśną doliną wypełnioną osadami polodowcowymi. Dolina ta ma niewielki spadek. Jej prawe, zbudowane z fliszu zbocza przecina kilka dolinek, którymi spływają tylko okresowe dopływy. Z lewych zboczy Chowańców Potok otrzymuje dwa niewielkie, stałe dopływy. Potok płynie w kierunku północnym wyżłobioną w osadach akumulacyjnych doliną płaskodenną, ale o stromych zboczach. Przed ujściem skręca na północny zachód, ta zmiana kierunku wymuszona została skarpą wału przeciwpowodziowego Porońca. Do Porońca uchodzi na wysokości 768 m.